# حمض السلفانيليك
حمض السلفانيليك (4-أمينوبنزين حمض السلفونيك ) (بالإنجليزية: Sulfanilic acid )‏عبارة عن مادة صلبة بلورية عديمة اللون تنتج من سلفنة الأنيلين .
يشكّل بسهولة مركبات الديازو ويستخدم لصنع الأصباغ و عقاقير السلفا .
يتواجد حمض السلفانيليك كأيون مزدوج (زويتر أيون) ، وله نقطة انصهار عالية بشكل غير عادي . يستخدم كمعيار في تحليل الاحتراق .